# علاء الدين المدرس
علاء الدين شمس الدين المدرس الكيلاني : مهندس وكاتب واديب عراقي

## الولادة والنسب
علاء الدين شمس الدين المدرس ، ولد في قضاء بلدروز في العراق، عام 1373 هـ/1954م، ويعود لقب عائلته (المدرس) إلى والد جده السيد عبد الفتاح المدرس، والذي كان يدرس الفقه الحنفي في الحضرة القادرية في منتصف القرن التاسع عشر، بينما كان جده السيد محي الدين المدرس أحد علماء محافظة ديالى في النصف الأول من القرن العشرين.

## سيرته
أكمل الكاتب علاء الدين المدرس دراسته الاعدادية في مدينة بعقوبة سنة 1972م.
وأنهى دراسته الجامعية في كلية الهندسة في قسم الكهرباء في جامعة بغداد سنة 1976 م، وعمل مهندسا ثم مديرا لدائرة الصيانة والخدمات في إحدى منشآت وزارة الصناعة والمعادن في العراق، وأحيل على التقاعد سنة 1992م، فتفرغ بعدها للكتابة والتأليف في شتى المجالات العلمية والثقافية.

## مؤلفاته واعماله
كتب عشرات المقالات التراثية والإسلامية في مجال الوحدة والتقريب بين المذاهب الإسلامية في الصحف والمجلات العراقية ومنها مجلة المفكر الإسلامي ومجلة الكوثر وجريدة الرأي وجريدة الفرات والعديد من الصحف العربية. وكان يدعو فيها إلى الوحدة والتقريب القرآني، وهو التقريب بين الثقافات.

## أهم مؤلفاته
- الظاهرة القرآنية والعقل - بغداد - مطبعة العاني - 1986، عمان - 2009 م.
- النسب والمصاهرة بين أهل البيت والصحابة ط1. بغداد - 1997 م،طبعات متعددة.
- المؤامرة الكبرى في صدر الإسلام - ط. بغداد 1999 م ط. القاهرة 2006 م.
- الدر المنثور من تراث أهل البيت والصحابة ط. 1999 م، ط2. عمان - دار عمار 1999 م.
- الأمة الوسط - ط. بغداد - دار الكتب العلمية 1997 م، ط2. عمان - دار عمار 1999 م.
- مؤتمر النجف (رؤية نقدية معاصرة) - ط. بغداد - 2000 م.
- الإعجاز العلمي في القرآن والسنة - بغداد - مكتبة الرقيم - 2001 م.
- شخصيات قرآنية في عصر التابعين - بغداد - 2002 م.
- العولمة وأثرها في التربية والمجتمع العربي. عمان 2011 م.
- الاعلام القرآني في ظل منهج الوحدة والتقريب. دمشق 2009 م.
- أسرار وخفايا سقوط بغداد -دار الرقيـم للنشر والتوزيع - بغداد 1425هـ/2004 م.

## العضوية في النقابات والجمعيات
- عضو نقابة المهندسين العراقية منذ سنة 1976 م.
- عضو جمعية الناشرين العراقيين منذ سنة 2001 م.